# Crucea de Fier
Crucea de Fier, în original Das Eiserne Kreuz (EK), este o decorație militară a Regatului Prusiei - din timpul regelui prusac Frederik Wilhelm III, și apoi a Germaniei,  care a fost instituită la 10 mai 1813. Aceasta decorație există și în prezent fiind distincție germană oficială care se acordă militarilor pe timp de război.

## Semnificație
Clasa I a ordinului reprezintă din anul 1813 cea mai înaltă distincție militară prusacă acordată pe timp de război, având un rang asemănător cu ordinul Pour le Mérite (poreclit și «Max cel albastru»), care însă este acordată numai ofițerilor.
În perioada celui de-Al Doilea Război Mondial, Hitler decretase conferirea acestui ordin pentru germanii și cetățenii statelor aliate cu Germania, pentru fapte de arme excepționale sau comportarea vitejească în fața inamicului. Numărul claselor a crescut de la 3, cum fusese în timpul Primului Război Mondial, la 8, care în ordine progresivă erau: Clasa a II-a; Clasa I; Crucea de Cavaler; Crucea de Cavaler cu frunze de stejar; cu frunze de stejar și spade; cu frunze de stejar, spade și diamante; cu frunze de stejar aurii, spade și diamante (conferită o singură dată) și chiar o mai Mare Cruce (acordată numai o singură dată, lui Herman Göering pentru participarea Forțelor Aeriene în Campania din Franța, în anul 1940).
Cu toate că sunt și alte distincții militare germane, nu au atins prestigiul care îl oferă persoanei decorate cu Crucea de fier.

## În cultura pop postbelică
Crucea de Fier este populară mai ales printre bikeri, skinheads, nazi punx și alții, aceștia cu ajutorul icoanei milităriei germane promovează o imagine-tip dură, un simbol de rebeliune sau de non-conformitate. În anii '60, Crucea de Fier a fost adoptată de către surferii americani, care au început să poarte medalii jefuite de către părinții lor. Cal Look, Volksrod și alți entuziaști de la Volkswagen folosesc de multe ori Crucea de Fier, ca un simbol care reflectă țara de origine a mașinii. Ed Roth a creat accesorii pentru surferi, și bikeri derivate din trofeele Germaniei din cele două războaie mondiale, care au inclus Crucea Surfer și Stahlhelm. De asemenea în Statele Unite există o trupă numită Iron Cross. Wrestlerul american Triple H, a făcut o variație a Crucii de Fier drept logo-ul său  în prima parte a anilor 2000, simbolul apare de 6 ori pe ținuta sa de luptă (în față și spatele trunchiului, pe ambele cotiere și pe părțile laterale ale cizmelor).

## Legături externe
- German Ministry of Defence (BMVg) on the Iron Cross.
- „Iron Cross”. New International Encyclopedia. 1905.